# Matt Jones (basket-ball)
Pour les articles homonymes, voir Matthew Jones.
Matt Jones, né le 5 décembre 1994, à DeSoto, au Texas, est un joueur américain de basket-ball. Il évolue au poste d'arrière.

## Palmarès
- McDonald's All-American 2013
- Champion NCAA 2015